# 花石沟站
花石沟站是重庆轨道交通9号线目前的终点站，该站位於中國重慶渝北区仙桃街道，由中铁二十局承建，于2021年12月1日封頂，2023年1月18日开通运营。